# Copa México 1958-1959
La Copa México 1958-1959 è stata la quarantatreesima edizione del secondo torneo calcistico messicano e la sedicesima nell'era professionistica del calcio messicano. È cominciata il 15 marzo e si è conclusa il 26 aprile 1959. La vittoria finale è stata dello Zacatepec.

## Formula
Le 14 squadre partecipanti si affrontano in turni ad eliminazione (con gare di andata e ritorno i primi tre turni, in gara unica la finale).

## Ottavi di finale
- Il Club Deportivo Irapuato e il Club Deportivo Zamora passano il turno senza giocare.

| Squadra 1    | Totale         | Squadra 2         | Andata       | Ritorno      |
| ------------ | -------------- | ----------------- | ------------ | ------------ |
|              |                |                   | 15 mar. 1959 | 22 mar. 1959 |
| América      | 2 - 7          | Atlas             | 1 - 3        | 1 - 4        |
| Celaya       | 5 - 6          | Toluca            | 3 - 3        | 2 - 3        |
| Guadalajara  | 7 - 3          | Cuautla           | 2 - 1        | 5 - 2        |
| León         | 7 - 5          | Necaxa            | 5 - 1        | 2 - 4        |
| Oro          | 5 - 5(2-3 dcr) | Deportivo Morelia | 5 - 2        | 0 - 3dts)    |
| CD Zacatepec | 4 - 1          | Atlante           | 2 - 1        | 2 - 0        |

## Quarti di finale
| Squadra 1   | Totale | Squadra 2         | Andata       | Ritorno     |
| ----------- | ------ | ----------------- | ------------ | ----------- |
|             |        |                   | 29 mar. 1959 | 5 apr. 1959 |
| Guadalajara | 8 - 3  | Deportivo Morelia | 6 - 1        | 2 - 2       |
| Irapuato    | 2 - 4  | CD Zacatepec      | 1 - 1        | 1 - 3       |
| Toluca      | 6 - 2  | Atlas             | 3 - 1        | 3 - 1       |
| Zamora      | 3 - 7  | León              | 2 - 3        | 1 - 4       |

## Semifinali
| Squadra 1    | Totale | Squadra 2 | Andata       | Ritorno      |
| ------------ | ------ | --------- | ------------ | ------------ |
|              |        |           | 12 apr. 1959 | 12 apr. 1959 |
| Guadalajara  | 2 - 7  | León      | 2 - 5        | 0 - 2        |
| CD Zacatepec | 3 - 2  | Toluca    | 0 - 1        | 3 - 1        |

## Finale
| Città del Messico 26 aprile 1959, ore 15:00 | CD Zacatepec | 1 – 0 | León | Estadio Universitario |

### Verdetto finale
Il  CD Zacatepec vince la copa México 1958-1959.

## Coppa "Campeón de Campeones" 1959
- Partecipano le squadre vincitrici del campionato messicano: Guadalajara e della coppa del Messico: Zacatepec. Il Guadalajara si aggiudica il titolo.

## Finale
| Città del Messico 3 maggio 1959, ore 15:00 | Guadalajara | 2 – 1 | CD Zacatepec | Estadio Universitario |
| \| \| \| \| \| 71’Salvador Reyes ?’ Sabás Ponce \| Marcatori \| Carlos Lara 31’ \| \| Jaime Gómez Narciso López Rodríguez Pedro Nuño Salvador Lima Juan Jasso José Cázares Crescencio Gutiérrez Salvador Reyes Agustín Moreno Sabás Ponce Raúl Vasquez Arellano \| Formazioni \| Nelson Festa Baltazar “Tito” Izaguirre Ortiz José Vela Raúl Cárdenas Francisco Hernández Jorge Vergara Antonio Jasso Carlos Lara Agustín Díaz Florentino Quintanar \| \| Juan Jasso \| Allenatori \| Ignacio Trélles \| |             | |              |                       |
| |             | |              |                       |
| 71’Salvador Reyes ?’ Sabás Ponce | Marcatori   | Carlos Lara 31’ |              |                       |
| Jaime Gómez Narciso López Rodríguez Pedro Nuño Salvador Lima Juan Jasso José Cázares Crescencio Gutiérrez Salvador Reyes Agustín Moreno Sabás Ponce Raúl Vasquez Arellano | Formazioni  | Nelson Festa Baltazar “Tito” Izaguirre Ortiz José Vela Raúl Cárdenas Francisco Hernández Jorge Vergara Antonio Jasso Carlos Lara Agustín Díaz Florentino Quintanar |              |                       |
| Juan Jasso | Allenatori  | Ignacio Trélles |              |                       |